# 亞庇市立清真寺

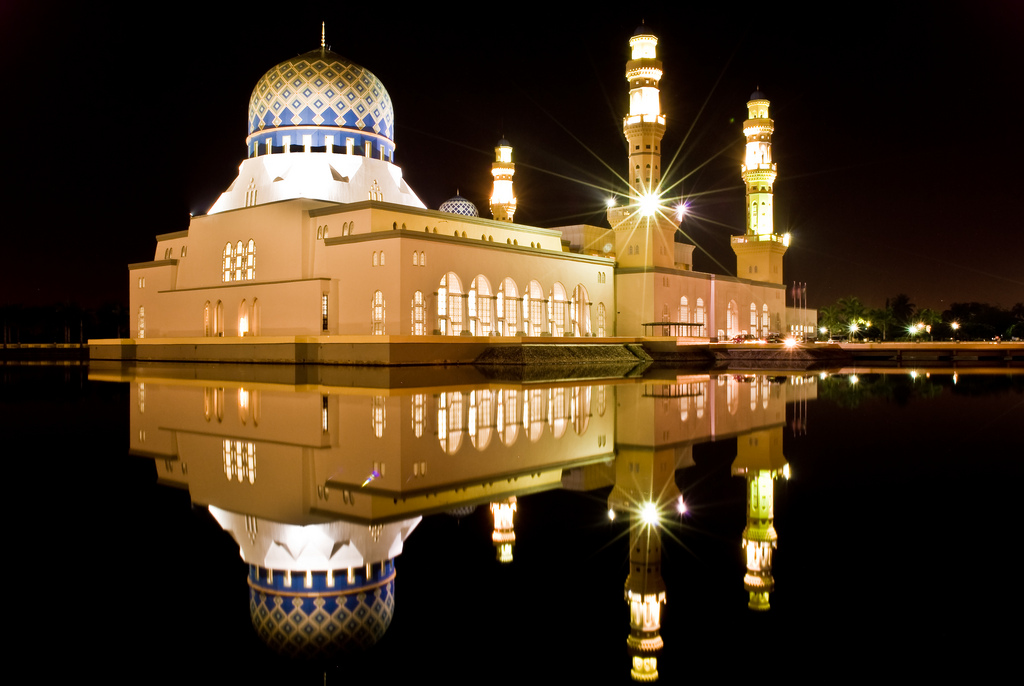
夜

亞庇市立清真寺是馬來西亞沙巴州首府亞庇的一所清真寺，位於市中心東北的一個人工湖上。耗資3,400萬令吉，2000年2月啟用。
面積14.83公頃，有四座宣禮塔，可容納12,000人聚禮。